# 馬特萬 (明尼蘇達州)
馬特萬（英語：Matawan）是位於美國明尼蘇達州沃西卡縣拜倫鎮區的一個非建制地區。

## 歷史
馬特萬的郵局於1907年設立，其後於1972年停運。

## 地理
馬特萬所處的海拔為高於海平面350米（即1148英呎），而該地所採用的時區為UTC-6，即北美中部時區（CST）。同時該地設有夏令時間，為UTC-6調快一小時，即UTC-5（CDT）。